# Sanneke van Hassel
Sanneke (Lidewij) van Hassel (* 4. September 1971 in Rotterdam) ist eine niederländische Theaterwissenschaftlerin, Kulturhistorikerin, Schauspielerin und Schriftstellerin.

## Biografie
Sanneke van Hassel studierte Theaterwissenschaften und Kulturgeschichte an der Universität von Utrecht. Zehn Jahre war sie Mitglied der Schauspielgesellschaft ’t Barre Land in Amsterdam.
Sie debütierte im Jahr 2005 als Schriftstellerin mit dem Buch IJsregen, einer Sammlung von Erzählungen und Kurzgeschichten, das direkt nominiert wurde für den Frau-und-Kultur-Debütpreis (Vrouw en Kultuur debuut prijs) und den Selexyz-Debütpreis (Selexyz Debuutprijs).
Van Hassel schreibt regelmäßig Beiträge für literarische Zeitschriften und Erzählbände. Im Frühjahr 2006 verbrachte sie im Auftrag der Organisation Frieden von Utrecht (Vrede van Utrecht) drei Wochen in Sarajewo, worauf sie den Bericht Snippers Sarajevo verfasste, der in der Zeitschrift Tirade publiziert wurde.
Im Jahr 2007 erschien ihr zweiter Erzählband Witte veder, der auf der Longlist der Gouden Uil stand und für den Halewijnprijs und den Novel Award nominiert wurde. Für beide Erzählbände bekam Sanneke van Hassel den BNG Nieuwe Literatuurprijs verliehen.
Van Hassels erster Roman Nest wurde 2010 publiziert. 2011 schrieb sie kurze Monologe, die im niederländischen Pavillon auf der Biennale von Venedig zu hören waren. Ihre dritte Erzählsammlung Ezels veröffentlichte sie 2012. Im selben Jahr trat die Autorin auch der Redaktion der Literaturzeitschrift Terras bei. Im Jahr darauf wurde sie mit dem Anna Blaman Prijs für ihr gesamtes bisheriges Œuvre ausgezeichnet. Hier blijf ik kwam uit, ihr vierter Erzählungsband, erschien 2014. Er besteht aus 45 Kurzgeschichten, die durch 45 Fotos der jährlichen Ausstellung De Kracht van Rotterdam inspiriert wurden.
Neben ihrer schriftstellerischen Tätigkeit führt Sanneke van Hassel Programme durch, in denen die Kurzgeschichte im Mittelpunkt steht. Im Jahr 2010 fand im Amsterdamer Kunst- und Kulturzentrum De Balie an einem Wochenende das Hotel van Hassel statt, in dem verschiedene Autoren zeitgenössische Kurzgeschichten vortrugen. In Zusammenarbeit mit der Stiftung für Literarische Aktivitäten (Stichting Literaire Activiteiten Amsterdam) präsentiert van Hassel Abende mit Lesungen von Kurzgeschichten.

## Werke
Romane
- Nest. De Bezige Bij, Amsterdam 2010, ISBN 978-90-234-5471-7.

Erzählungen, Kurzgeschichten
- IJsregen. De Bezige Bij, Amsterdam 2005, ISBN 978-90-234-1691-3.
- Witte veder. De Bezige Bij, Amsterdam 2007, ISBN 978-90-234-2962-3.
- Ezels. De Bezige Bij, Amsterdam 2012, ISBN 978-90-234-6744-1.[9]
- Hier blijf ik. De Bezige Bij, Amsterdam 2014, ISBN 97890-234-8775-3.
- De Ochtenden. Een keuze uit de verhalen door Jan van Mersbergen. De Bezige Bij, Amsterdam 2015, ISBN 978-90-234-9300-6.[10]

Herausgeberschaften
- Sanneke van Hassel, Annelies Verbeke (Hrsg.): Naar de stad. De mooiste korte verhalen van de 21ste eeuw. De Geus, Breda 2013, ISBN 978-90-445-2023-1.

In das Deutsche ist bisher keines ihrer Werke übersetzt.

## Auszeichnungen
- 2007: BNG Nieuwe Literatuurprijs für das gesamte Œuvre
- 2013: Anna Blaman Prijs für das gesamte Œuvre[11]

### Nominierungen
- 2005: Frau-und-Kultur-Debütpreis (Vrouw en Kultuur debuut prijs)
- 2005: Selexyz debutantenprijs für IJsregen
- 2007: Novel Award für Witte veder
- 2007: Halewijnprijs für Witte veder
- 2007: Longlist der Gouden Uil für Witte veder